# Rogelio J. Pineiro
Rogelio J. Pineiro (* 17. April 1961 in Havanna) ist ein kubanisch-amerikanischer Autor.

## Leben
Er wuchs in El Salvador auf und kam mit 16 Jahren in die USA, wo er das College der Louisiana State University besuchte. Nach dem Studium begann er in der Computerindustrie zu arbeiten. Seine Hobbys sind Fliegen, Kampfsport und Reisen. Heute lebt er mit seiner Frau Lory Anne und seinem Sohn Cameron in Austin, Texas.